# ديانا جونز
ديانا جونز (بالإنجليزية: Diana Jones)‏ هي مغنية وعازفة قيثارة وملحنة ومغنية مؤلفة أمريكية، ولدت في 1965.

## وصلات خارجية
- الموقع الرسمي
- ديانا جونز على موقع ميوزك برينز (الإنجليزية)
- ديانا جونز على موقع أول ميوزيك (الإنجليزية)
- ديانا جونز على موقع ديسكوغز (الإنجليزية)